# Йорген Бренлунд
Йорген Бренлунд (дан. Jørgen Brønlund; нар. 14 грудня 1877, Якобсхавн, Гренландія — пом. листопад-грудень 1907, Земля Ламберта, північно-східна Гренландія) — гренландський педагог, перекладач і полярний дослідник. Учасник двох експедицій під керівництвом Людвіга Мюліус-Еріксена.

## Біографія
У дитинстві товаришував із Кнудом Расмуссеном, сином священика й у майбутньому — найвідомішим із данських полярних дослідників.
1902 року приєднався до «літературної» експедиції Людвіга Мюліус-Еріксена як перекладач та погонич собак. Дослідники з Готгоба на човнах і собачих упряжках вирушили на північ і першу зиму провели в Якобсгавні. У березні 1903 року вони дійшли до Упернавіка і продовжили шлях на північ через затоку Мелвілла. Кінцевим пунктом стала земля ескімосів племені Ця, де експедиція провела детальне вивчення побуту, звичаїв і культури цього маловідомого народу.
Результати експедиції в Данії оцінили настільки значними, що вона отримала офіційне визнання і данський уряд взяв на себе оплату всіх боргів, а також ініціював проведення низки реформ.
Йорген Бренлунд, разом з іншими учасниками експедиції, також приїхав до Данії. Відвідував уроки живопису Крістіана Цартманна і викладав у середній школі.
Метою другої експедиції Мюліус-Еріксена було дослідження північно-східної області Гренландії між мисами Бісмарк і Вікоф. У бухті Данмарксгавн, де була облаштована експедиційна база, з якої протягом наступних двох років різні партії проводили передбачені програмою дослідження (сумарно учасники експедиції подолали в санних поїздках більше 4000 миль).
Основна подорож почалася 28 березня 1907 року. На 80-му градусі північної широти четверо членів експедиції повернули назад, а шестеро — продовжили шлях до Землі кронпринца Крістіана, принагідно відкривши Землю Ламберта і острів Говґарда. На 81°30' північної широти 18° західної довготи партії розділилися — Кох, Габріельсен і Бертельсен вирушили далі на північ, а Мюліус-Еріксен, Хег-Хаген і Бренлунд пішли на захід до Індепенденс-фіорду.
27 травня групи Коха і Еріксона випадково зустрілися біля гирла знову відкритого Данської фіорду, та провели його картографування. Далі, Бренлунд з товаришами вирушили на захід, щоб завершити дослідження Індепенденс-фіорду і «протоки Пірі», що нібито з'єднує фіорд і протоку Нерса. Партія Коха, в свою чергу, вирушила назад, і 23 червня благополучно повернулася на базу. Партія Людвіга Мюліус-Еріксена до початку зими на базу так і не повернулася.
Перша спроба пошуку зниклих була зроблена 23 вересня. Пошукова партія Тострупа змогла досягти лише Маллемук-фіорду на північ від острова Говґард, подальшому просуванню завадила відкрита вода.
Другу спробу вдалося зробити лише наступного року. 10 березня  вирушила пошукова партія, очолювана Йоханом Кохом. Менш ніж в 200 милях від бази він знайшов розкрите депо, а в сотні метрів від нього невелику снігову печеру, всередині якої перебувало тіло Йоргена Бренлунда. При ньому був його щоденник і карти Хег-Хагена.
Як випливало з щоденника Бренлунда, який він вів на інуктитуте, а також пізніше знайдених записів Еріксена, партія дійшла до узголів'я «протоки Індепенденс» (довівши, що це фіорд), принагідно відкривши і картографував Хаген-фіорд, а також льодовики Академії і Неві-кліфф. 4 червня дослідники повернули назад, але через танення льоду не змогли перетнути Данський фіорд, і були змушені розбити табір на його західному березі в очікуванні, поки лід знову не стане.
Весь цей час мандрівники були вкрай обмежені в харчуванні і паливі, до кінця серпня харчуючись практично лише м'ясом власних собак і рідкісної здобиччю від полювання. До 19 жовтня, поповнивши запаси з двох раніше закладених депо, партія досягла північного узбережжя Маллемук-фіорду (приблизно в цей же час на південному березі знаходилася партія Тострупа, але їх розділяла відкрита вода), але вже не змогла подолати цю перешкоду. 15 листопада помер Хег-Хаген, а через 10 днів Мюліус-Еріксен. Бренланд зміг, зрештою, дійти до складу, залишеного Тострупом кількома тижнями раніше, але сил йти далі в нього вже не було. Останній запис у його щоденнику був:
|  | ... не можу йти далі через обмороження ніг і повну темряву... Тіла решти ... приблизно у двох з половиною лігах звідси. Хаген помер 15 листопада, Мюліус приблизно десять днів тому. |

Щоденник Бренлунда зберігається в Королівській бібліотеці Данії. Його ім'ям названий фіорд в Землі Пірі. Данський поет початку 20 століття Тегер Ларсен написав вірш «Йорген Бренлунд».

## Спадщина
Щоденник 172 сторінки архівується в Королівській Датській бібліотеці. Меморіальний камінь, споруджений у гавані Копенгагена, цитує останні лінії щоденника. 
Jørgen Brønlund Fjord в Peary Land названий на його честь. Сто років річницю його народження вшановували вшанування випуску гренландської поштової марки.